# Shake It Up (倖田來未の曲)
「Shake It Up」（シェイク イット アップ）は、倖田來未の楽曲である。2005年12月28日にrhythm zoneより22枚目のシングルとしてリリース。

## 解説
- 12週連続シングルリリースの第4弾で、5万枚完全限定生産作品。ジャケットイメージはブラジルをイメージしたもの。

## 収録曲
（作詞：Kumi Koda, Hiroshi Ki / 作曲：Hiroshi Kim / 編曲：INVISIBLE HAND）
1. Shake It Up [4:59]
2. Shake It Up -Instrumental- [4:58]

## 収録アルバム
- Shake It Up
  - 『BEST 〜second session〜』
  - 『BEST 〜2000-2020〜』(ファンクラブ限定盤)

## 収録ライブ映像
- Shake It Up
  - 『BEST 〜second session〜 リリースパーティー』(LIVE TOUR 2005 〜first things〜 deluxe edition)
  - 『KODA KUMI LIVE TOUR 2006-2007 〜second session〜』
  - 『KODA KUMI LIVE TOUR 2008 〜Kingdom〜』(メドレー)
  - 『KODA KUMI SPECIAL LIVE “Dirty Ballroom” 〜One Night Show〜』(TRICK、リミックスバージョン)
  - 『KODA KUMI 2009 TAIWAN』(メドレー)
  - 『Dream music park』(メドレー)
  - 『Koda Kumi 15th Anniversary First Class 2nd LIMITED LIVE at STUDIO COAST』(WALK OF MY LIFE、ファンクラブ限定盤)
  - 『Koda Kumi 15th Anniversary Live Tour 2015 〜WALK OF MY LIFE〜』(メドレー)